# Брейтвейт, Филипп Валерьевич
Филипп Валерьевич Брейтвейт (20 декабря 1990, Великий Новгород) — российский футболист, полузащитник.

## Биография
Сын новгородского футболиста и тренера Валерия Брейтвейта. С 14-летнего возраста занимался в интернате петербургского «Зенита». Лучший защитник и серебряный призёр первенства России (до 16 лет) по футзалу 2006 года в составе команды «Царское село».
Первым профессиональным клубом футболиста стал в 2008 году ярославский «Шинник», в котором он провёл два матча в первенстве дублёров.
Летом 2008 года перешёл в эстонский «Нарва-Транс». Дебютный матч в чемпионате Эстонии сыграл 12 июля 2008 года против таллинского «Калева», заменив в перерыве Алексея Мамонтова. Впервые отличился 30 августа 2008 года, сделав дубль в ворота «Калева Силламяэ». Всего за полтора сезона сыграл 44 матча и забил 8 голов в чемпионате Эстонии. Двукратный бронзовый призёр чемпионата (2008, 2009).
После возвращения в Россию перешёл в ФК «Нижний Новгород», но играл только за его резервные команды на любительском уровне. С 2011 года выступал в любительских соревнованиях за команды Великого Новгорода. В 2021 году находился в составе клуба Первенства МРО «Северо-Запад» «Химик» (Коряжма).
Также играл в мини-футбол за команды «Волхов», «Деловой партнёр».
По состоянию на 2019 год детский тренер по футболу в ДЮСШ № 2 Великого Новгорода.